# Kwabena Boahen
Kwabena Adu Boahen, né le 22 septembre 1964, est un professeur de bio-ingénierie et de génie électrique d'origine ghanéenne à l'Université Stanford. Il a précédemment enseigné à l'Université de Pennsylvanie. Il est le fils du célèbre historien et homme politique ghanéen Albert Adu Boahen.

## Éducation et jeunesse
Kwabena Boahen est né le 22 septembre 1964 à Accra, au Ghana . Il a fréquenté l' École Mfantsipim (en) à Cape Coast, au Ghana, et le Lycée presbytérien pour garçons (en) à Accra. Pendant ses études à Mfantsipim, il a inventé la machine à planter le maïs qui a remporté le concours national de sciences et a obtenu son diplôme en tant que major de la promotion de 1981.
Il a obtenu sa licence et sa maîtrise en génie électrique en 1989 à l'Université Johns Hopkins et son doctorat en calcul et systèmes neuronaux en 1997 au California Institute of Technology, où il a été conseillé par Carver Mead. Pour sa thèse de doctorat, Boahen a conçu et fabriqué une puce de silicium imitant le fonctionnement de la rétine . Le père de Boahen, Albert Adu Boahen, était professeur d'histoire à l'Université du Ghana et défenseur de la démocratie au Ghana.

## Carrière
Après avoir terminé son doctorat, Boahen a rejoint la faculté de l'Université de Pennsylvanie, où il a occupé la chaire Skirkanich Term Junior. En 2005, il rejoint l'Université de Stanford et est actuellement directeur du Brains in Silicon Lab. 

## Recherche
Boahen est largement considéré comme l’un des pionniers de l’ingénierie neuromorphique, un domaine fondé par Carver Mead dans les années 1980. Contrairement au domaine de l’intelligence artificielle, qui s’inspire simplement du cerveau, les ingénieurs neuromorphiques cherchent à développer un nouveau paradigme informatique basé sur les principes d’organisation du cerveau. Le cerveau utilise un paradigme informatique fondamentalement différent de celui des ordinateurs numériques. Au lieu d'utiliser des signaux numériques pour le calcul et la communication, le cerveau utilise des signaux analogiques (c'est-à-dire de Pointe dendritique (en) gradués) pour le calcul et des signaux numériques (c'est-à-dire des potentiels axonaux tout ou rien) pour la communication. Après avoir exploré cet hybride unique de techniques numériques et analogiques au cours des trois dernières décennies, les ingénieurs neuromorphiques commencent maintenant à comprendre et à exploiter ses avantages. Leurs applications professionnelles potentielles incluent les interfaces cerveau-machine, les robots autonomes et l’intelligence artificielle.
Boahen parle souvent de la promesse d'un calcul efficace comme source d'inspiration pour son travail, écrivant : « Un superordinateur typique de la taille d'une pièce pèse environ 1 000 fois plus, occupe 10 000 fois plus d'espace et consomme un million de fois plus d'énergie que le morceau de tissu neuronal de la taille d'un cantaloup qui constitue le cerveau». 
Grâce à ses contributions dans la Conception de circuits (en), l'architecture des puces et les neurosciences, Boahen a rassemblé des idées de nombreuses disciplines pour construire de nouvelles puces informatiques qui imitent le cerveau. Largement reconnu pour ses réalisations en ingénierie, Boahen a été nommé membre de l'IEEE en 2016. Les contributions spécifiques tout au long de sa carrière incluent le développement du paradigme de conception de circuits CMOS sous-seuil en mode courant, l'approche adresse-événement pour communiquer les pics entre les puces neuromorphiques et la conception évolutive de systèmes multi-puces. Les puces de Boahen sont en mode mixte : elles utilisent des circuits analogiques pour le calcul et des circuits numériques pour la communication.  
Les travaux de Boahen ont démontré que les puces informatiques neuromorphiques sont capables de reproduire de nombreux types de phénomènes cérébraux sur une large gamme d’échelles. Les exemples incluent la dynamique des canaux ioniques(molécules individuelles) , le comportement membranaire excitable (neurones individuels), le réglage de l'orientation des neurones dans le cortex visuel  (colonnes corticales individuelles) et la synchronie neuronale (zones corticales individuelles)  . En utilisant ces avancées, le laboratoire de Boahen à Stanford a construit le premier système neuromorphique avec un million de neurones à pointes (et des milliards de synapses) . Ce système, Neurogrid (en), émule des réseaux de neurones corticaux en temps réel tout en ne consommant que quelques watts d’énergie. En revanche, simuler un million de neurones corticaux interconnectés en temps réel à l’aide de superordinateurs traditionnels nécessite autant d’énergie que plusieurs milliers de foyers.
Boahen a popularisé le mot Capteur rétinomorphe (en), en référence aux capteurs optiques inspirés des rétines biologiques .

## Honneurs
- Prix du pionnier du directeur du NIH, National Institute of Health (2006) [4];
- Programme des jeunes chercheurs, Bureau de la recherche navale (2002–présent) [5];
- Programme de début de carrière pour les professeurs, National Science Foundation (2001–présent) [6];
- Bourses en sciences et en ingénierie, Fondation Packard (1999–2004) [6].